# Alma Deutscher
Pour les articles homonymes, voir Deutscher.
Alma Deutscher, née le 19 février 2005 à Basingstoke (Hampshire), est une compositrice, pianiste, violoniste et cheffe d'orchestre britannique.
Enfant prodige, elle est décrite par de nombreux musiciens et journalistes comme « a new Mozart » (un nouveau / une nouvelle Mozart). Elle est surtout connue pour son opéra Cinderella (Cendrillon), créé en 2016.

## Biographie

### Famille
Alma Elizabeth Deutscher est la fille de Janie Deutscher (née Steen), professeure de littérature, et du linguiste israélien Guy Deutscher. Tous deux sont musiciens amateurs.

### Débuts
Alma commence le piano à deux ans et le violon à trois. À quatre ans, elle compose et improvise au piano. Un an plus tard, elle commence à écrire ses compositions.
Son père relate : « Pour ses deux ans, je lui avais acheté un petit violon, comme jouet. Elle était très contente et a essayé de jouer dessus des jours entiers, donc nous avons décidé de lui trouver un professeur. En moins d'un an, elle jouait des sonates d'Haendel. »

### Révélation
L'exposition médiatique initiale d'Alma Deutscher peut être attribuée à l'écrivain et comédien Stephen Fry. Guy Deutscher et Fry se connaissent par un intérêt commun pour la linguistique. La chaîne YouTube d'Alma Deutscher est créée à l'origine pour l'usage privé de ses parents, mais Fry, découvrant ses vidéos familiales, en publie une sur Twitter le 10 octobre 2012 en titrant « Tout simplement époustouflant : Alma Deutscher jouant ses propres compositions. Un nouveau Mozart ? » Des équipes de télévision prennent contact avec la famille dès le lendemain. En septembre 2014, le musicien israélien Kutiman publie sur YouTube un mashup montrant un ostinato de quatre secondes fait d'un montage des premières vidéos d'Alma. La vidéo devient virale.
Alma Deutscher compose sa première œuvre, une sonate pour piano, à l'âge de six ans. À sept ans, elle crée un court opéra. À neuf ans, elle écrit un concerto pour violon qui est créé en 2015.
À dix ans, elle réalise son premier opéra complet, Cinderella (Cendrillon). La première européenne a lieu à Vienne en décembre 2016 sous le patronage de Zubin Mehta,.
À douze ans, elle donne en concert son concerto pour piano.
En mars 2018, elle est invitée au Festival de Pâques d'Aix-en-Provence.
En décembre 2019, elle fait ses premiers pas sur la scène du Carnegie Hall.

### Formation
Après avoir été instruite à domicile, Alma Deutscher suit, à partir d'octobre 2021, les cours de direction d'orchestre de Johannes Wildner (de) à l'Académie de musique et des arts du spectacle de Vienne.

## Œuvres

### Opéras
- The Sweeper of Dreams (2012)

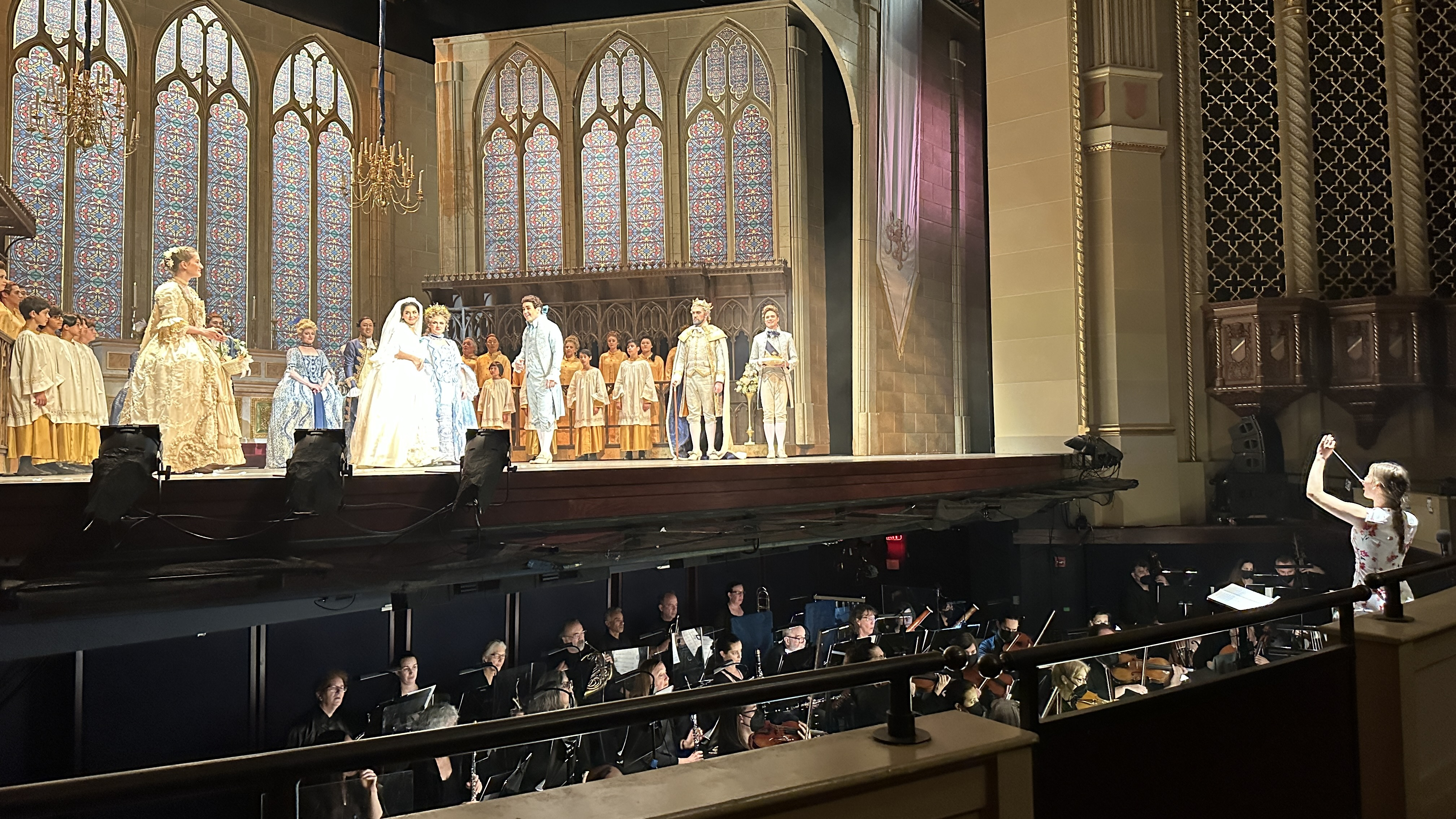
Alma Deutscher dirigeant Cinderella à l'opéra de San José (Californie) en 2022.

- Cinderella (2013-2015, nombreux remaniements jusqu'en 2022)
- The Emperor's New Waltz (allemand : Des Kaisers neuer Walzer) (2023)

### Musique symphonique

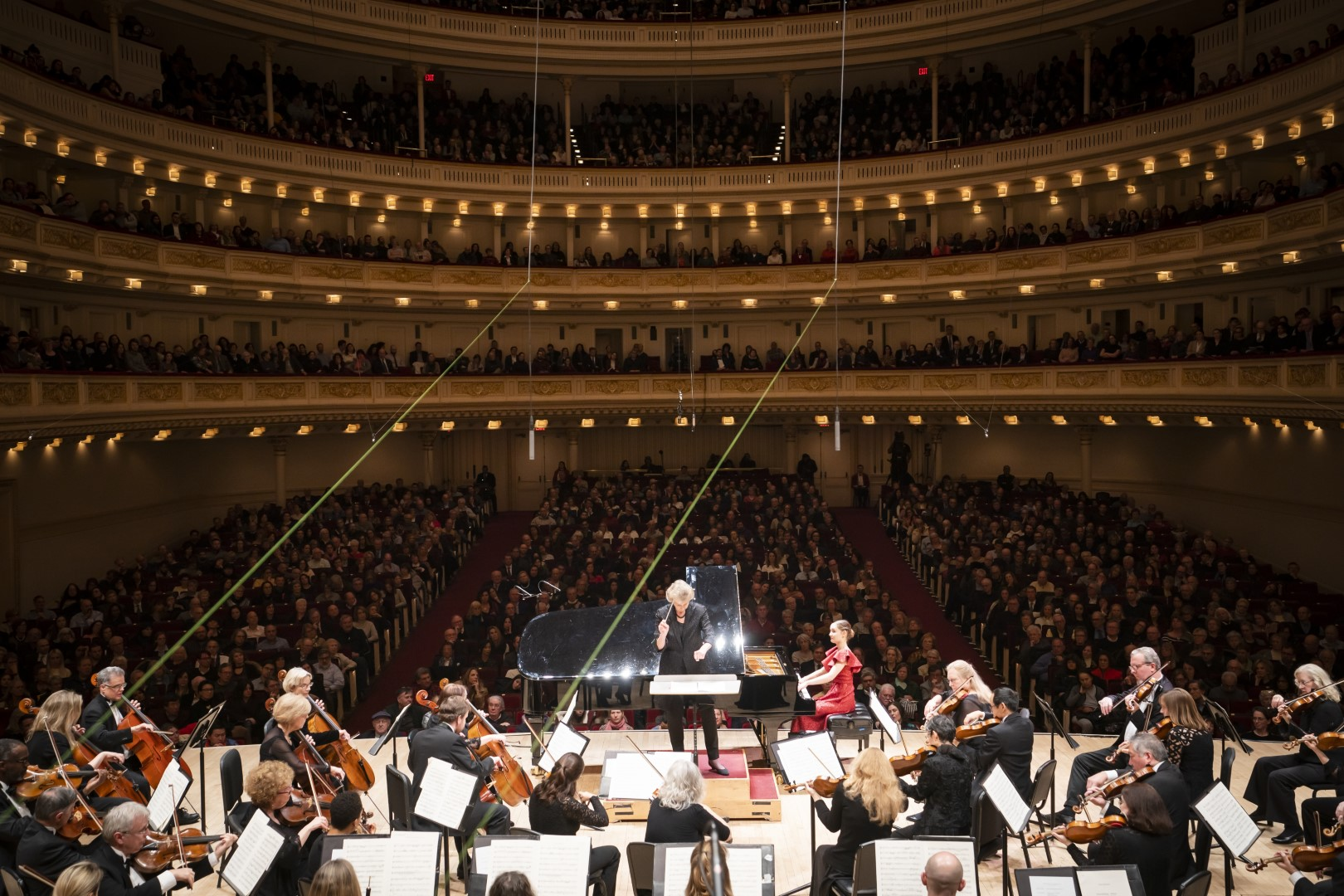
Alma Deutscher interprétant son concerto pour piano avec l'Orchestre de l'église Saint-Luc au Carnegie Hall en décembre 2019.

- Concerto pour violon en sol mineur (2014-2017)
- Dance of the Solent Mermaids (2014)
- Concerto pour piano en mi bémol majeur (2015-2017)
- Siren Sounds, valse concertante (2019)
- Elmayer Waltz (2020)

### Musique pour piano
- Sonate pour piano en mi bémol majeur (2011)
- Thème et variations en mi bémol majeur (2014)
- Sixty Minutes Polka (2017)
- For Antonia, variations sur un thème original (2019)
- The Chase, impromptu pour piano en ut mineur (2019)
- Ludwig Waltzes nos 1 et 2 (2020)
- Grinzinger Polka (2021)
- Autumn Jest (2021)
- Musical Poltergeist (2021)

### Musique de chambre
- Andante pour violon et piano (2011)
- Rondino pour violon, alto et piano en mi bémol majeur (2012-2013)
- Quatuor à cordes en la majeur (2013)
- Sonatine pour alto et piano en ut mineur (2013)
- Rondo pour quatuor à cordes « Antonin's Rondo » en sol majeur (2013)
- Sonatine pour violon et piano en ré majeur (2013)
- Birthday Serenade (2021)

### Musique vocale
- The Lonely Pine-Tree, sur un poème de Heinrich Heine (2010)
- The Night Before Christmas, sur un poème de C. Moore (2013, rév. 2018)
- Nähe des Geliebten, sur un poème de Johann Wolfgang von Goethe (2018)
- I Heard the Bells on Christmas Day, sur un poème de Henry Wadsworth Longfellow (2020)

## Discographie
- 2013 : The Music of Alma Deutscher, Flara Records
- 2013 : Two Songs from Cinderella, Flara Records
- 2019 : From My Book of Melodies, Sony Classical (OCLC 1124929793)

## Réception critique

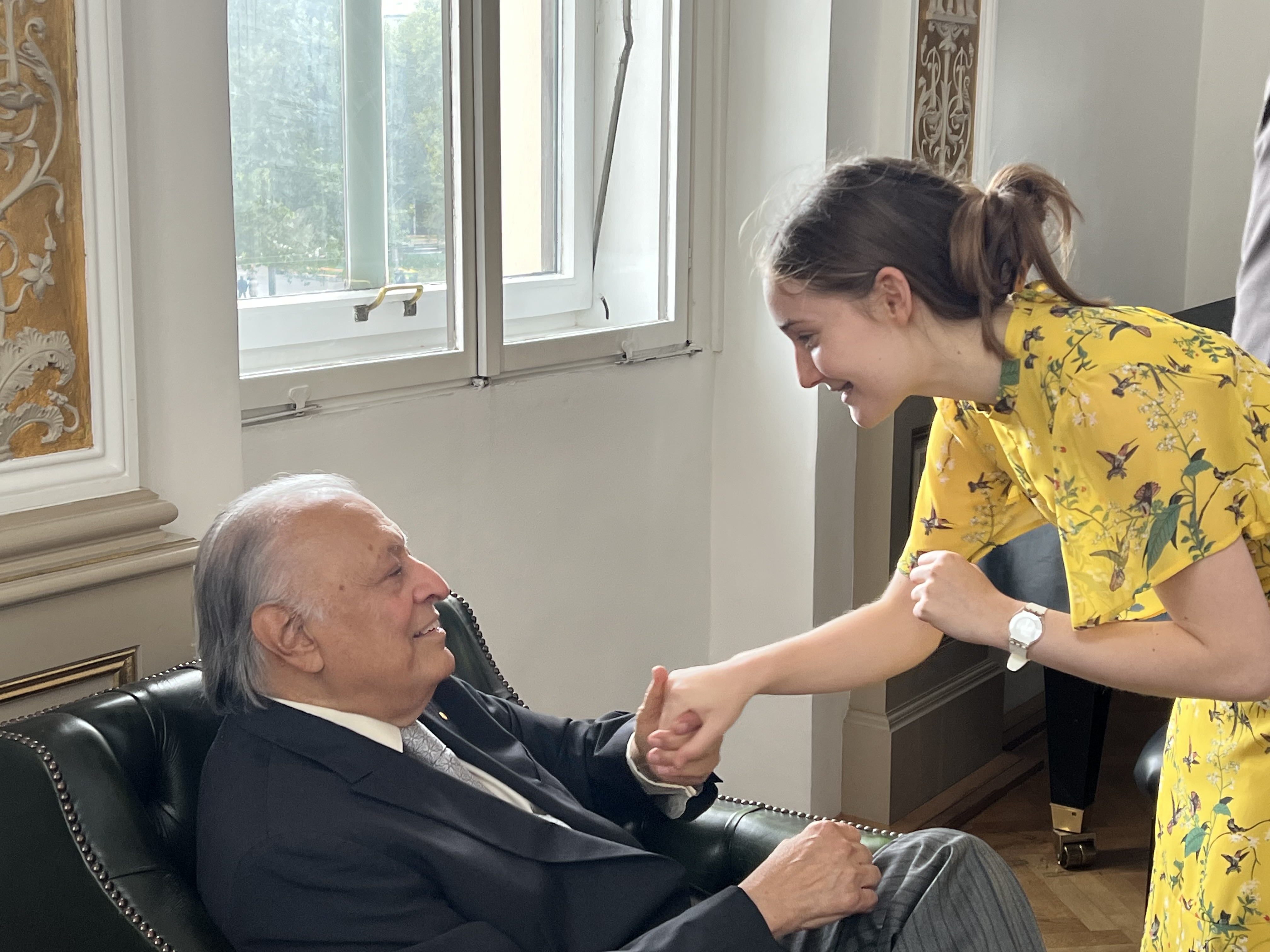
Alma Deutscher et Zubin Mehta à Vienne en 2022.

Au-delà de la célébration de l'enfant prodige à coups de superlatifs,, et de rapprochements avec la virtuosité précoce de Mozart,,,,, quelques critiques s'attachent à juger les œuvres de Deutscher pour ce qu'elles sont, sans prendre en compte le jeune âge de la compositrice.
Pour son premier concert aux États-Unis, Alma Deutscher joue son concerto pour violon avec l'orchestre Symphony Silicon Valley à San José début décembre 2017. Le critique David Bartman trouve l'œuvre plaisante et mélodique, avec des motifs rythmiques fluides. L'orchestration est jugée légère et équilibrée. Cependant, Bartman note que les thèmes de ce concerto « assez fade et anodin » ne sont guère développés.
À la suite de la représentation, fin décembre 2017, de la version complète de Cinderella à l'Opéra de San José en Californie, Ilana Walder-Biesanz loue les qualités mélodiques de l'œuvre et observe que Deutscher sait varier la musique en fonction des personnages et des ambiances. Les mélodies de Deutscher sont jugées simples, accrocheuses et parfois obsédantes. La partition semble néanmoins faire un usage trop généreux de la répétition, alors que les thèmes ne sont pas toujours assez développés. La critique ajoute enfin que des coupes et un meilleur livret seraient bénéfiques à cet opéra.
Le concerto pour piano de Deutscher fait l'objet d'une analyse par le critique français Claude Fernandez. Pour lui, si Deutscher affirme un réel sens du lyrisme — notamment dans la longue ouverture orchestrale du premier mouvement, qu'il trouve magnifique —, il y apparaît cependant atténué. La compositrice est jugée virtuose dans les effets symphoniques, utilisant les alternances de registres instrumentaux. Son sens de l'harmonie paraît également très subtil. En revanche, ses capacités de composition sur le plan pianistique restent relativement limitées : en effet, elle ne se risque guère à des effets de bravoure. Il en résulte un style timide qui possède son charme, mais se trouve parfois lancinant et handicapant pour un troisième mouvement de concerto. Selon Fernandez, la richesse thématique des deux premiers mouvements est certaine, mais ces mouvements « gagneraient à être décantés ».

## Distinctions
En septembre 2019, Deutscher figure parmi les douze « Héros de demain » du magazine allemand Stern. À 14 ans, c'est la plus jeune à être choisie, les onze autres ayant entre 27 et 43 ans.
En octobre 2019, Deutscher reçoit le prix Jeune Artiste du Festival de musique de Pékin (en).
Le même mois, elle reçoit le Prix européen de la culture (de) (catégorie Jeune Génération) à l'opéra d'État de Vienne.
En mai 2021, Deutscher reçoit le Prix international Léonard de Vinci (en) et devient, à 16 ans, la plus jeune lauréate de ce prix.